# Hurrejåhkå
Hurrejåhkå, enligt tidigare ortografi Hurrejåkkå, är ett vattendrag som börjar vid utloppet av Hurrejávrre i Norge, och som mynnar i sjön Vásstenjávrre i Sverige. Den svenska delen av vattendraget ligger i Jokkmokks kommun i Lappland och ingår i Luleälvens huvudavrinningsområde. Hurrejåhkå ligger i Padjelanta Natura 2000-område. Hurrejåhkå har fått sitt namn av bergsmassivet Hurre som till största delen ligger i Norge. Hurre är det lulesamiska namnet på fågelarten Orre – det lär ha vuxit träd i de lägre delarna av området väster om Vásstenjávrre under en värmeperiod för mer än 3000 år sedan. Orre som levt i de forna skogarna tros ha gett namn åt både Hurre och Hurrejåhkå.
Hurrejåhkå är ett av Vásstenjávrres största tillflöden, efter utloppet av Virihávrre och Låddejåhkå.

## Galleri – hög vattenföring

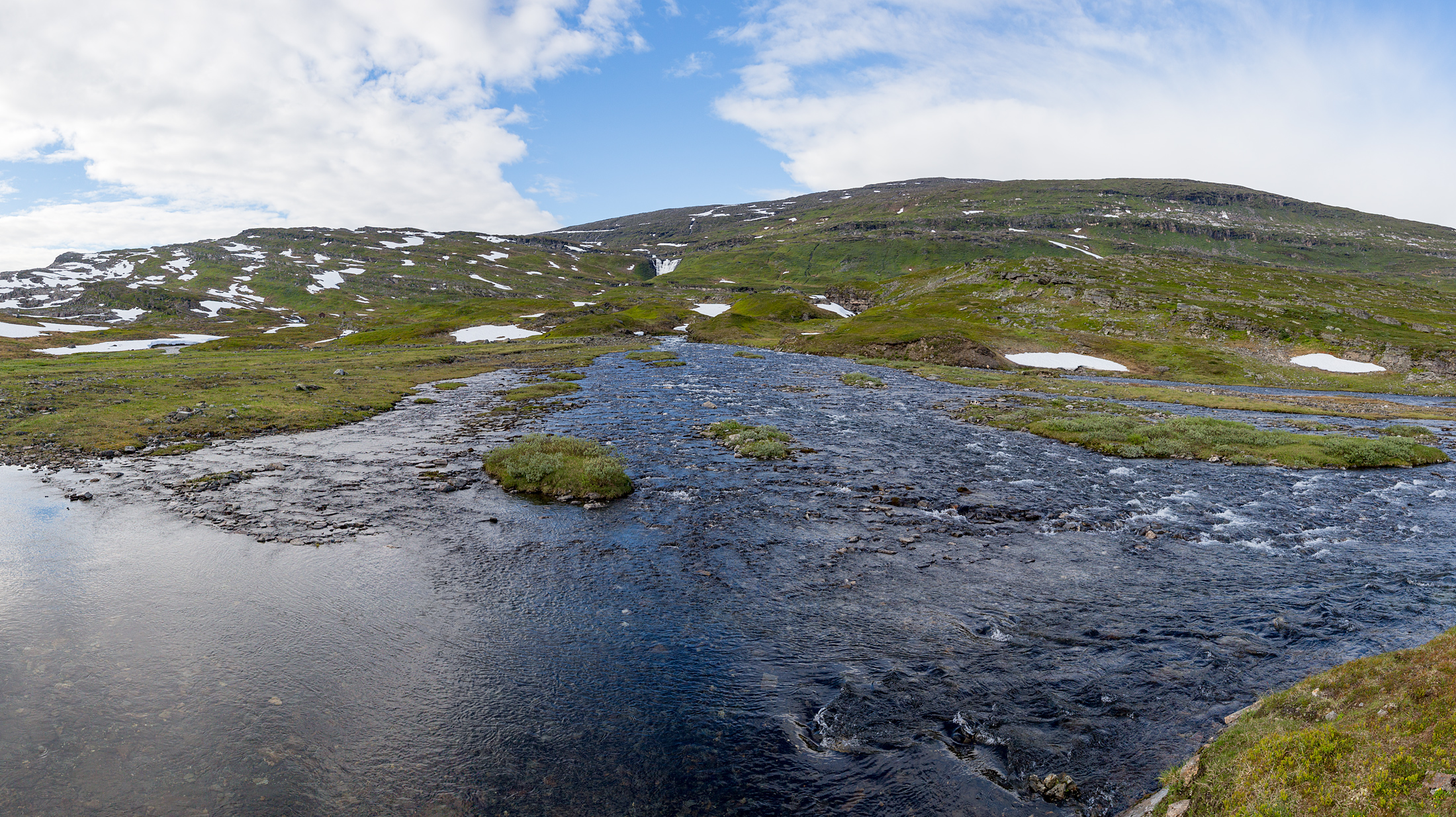
Vadställe över Hurrejåhkå vid hög vattenföring.
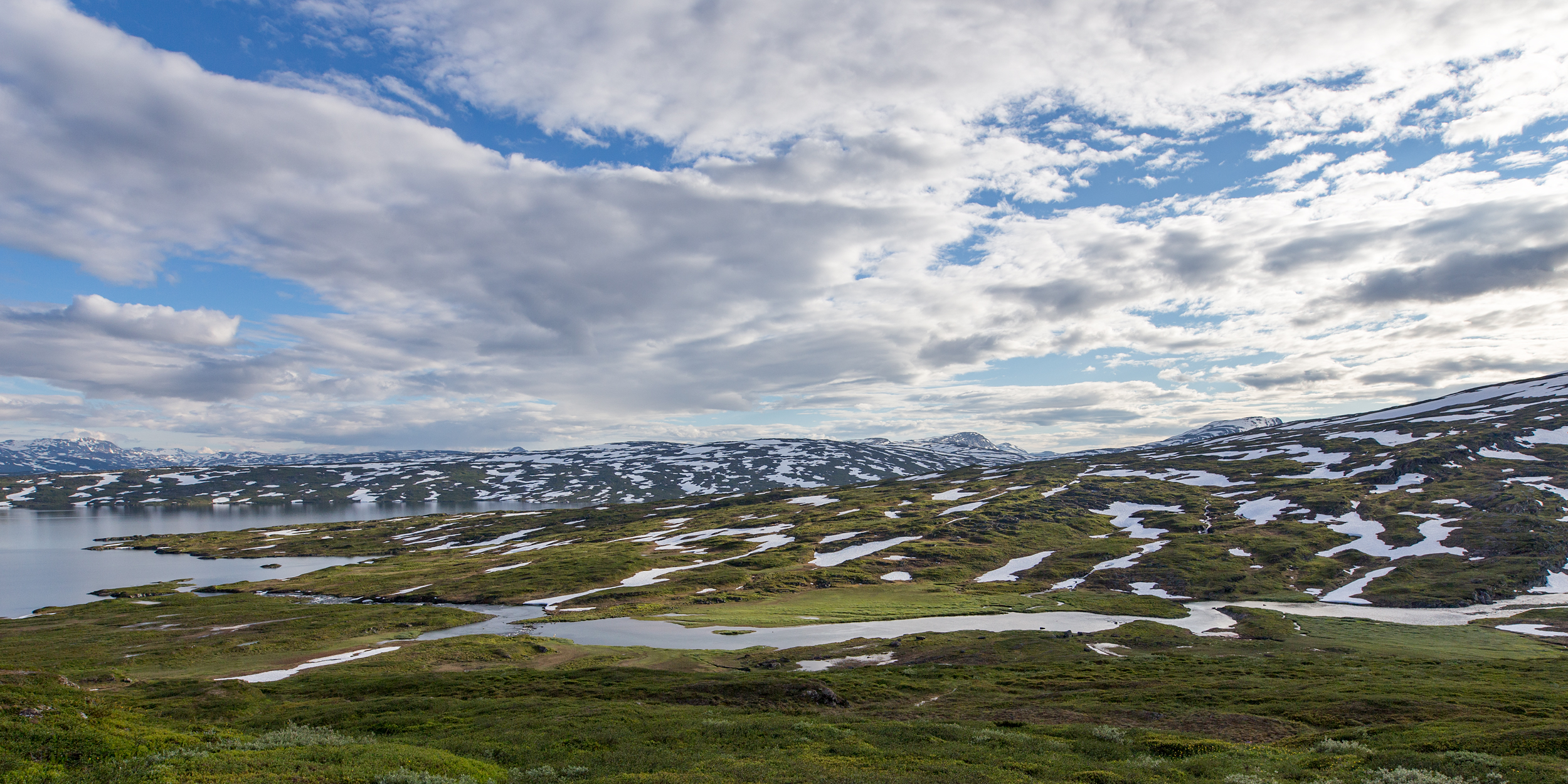
Den nedersta km av Hurrejåhkå och inloppet i Vásstenjávrre.

## Galleri – låg vattenföring

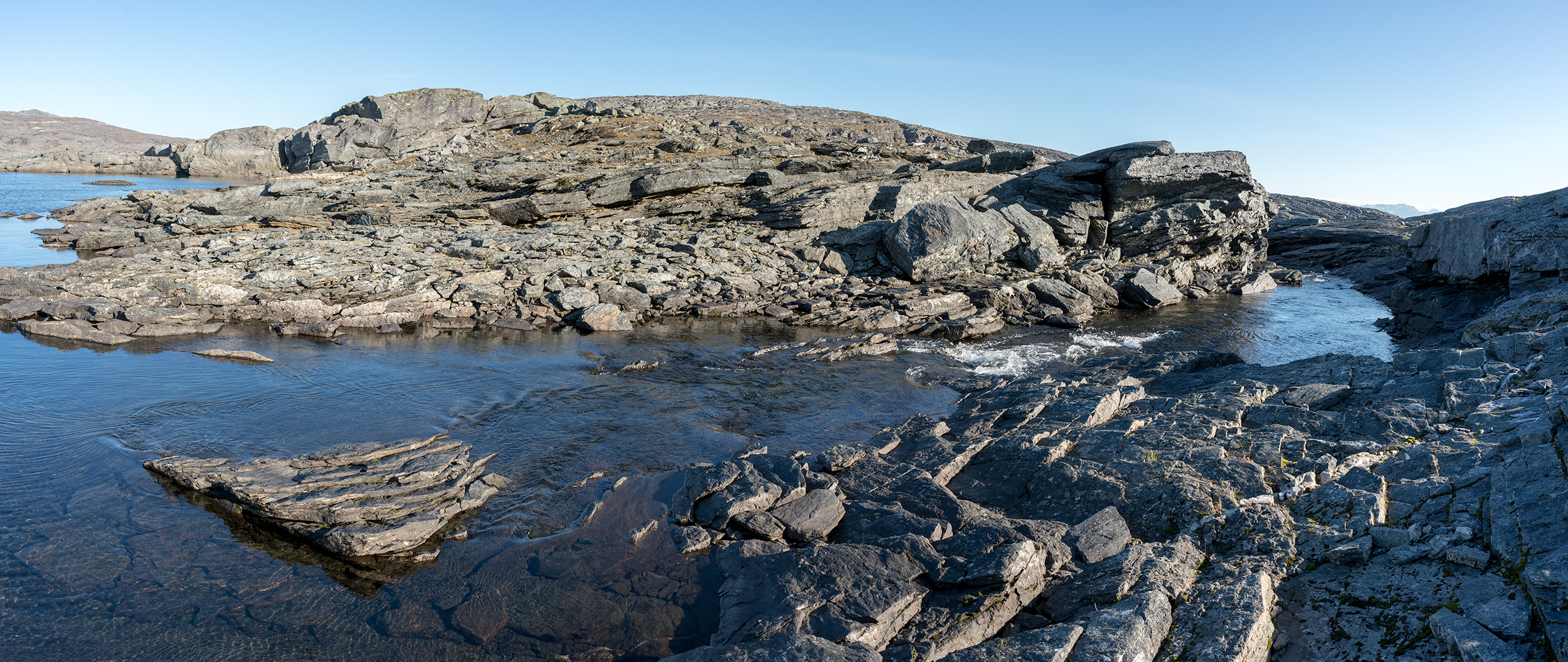
Hurrejåhkå vid utloppet av Hurrejávrre.
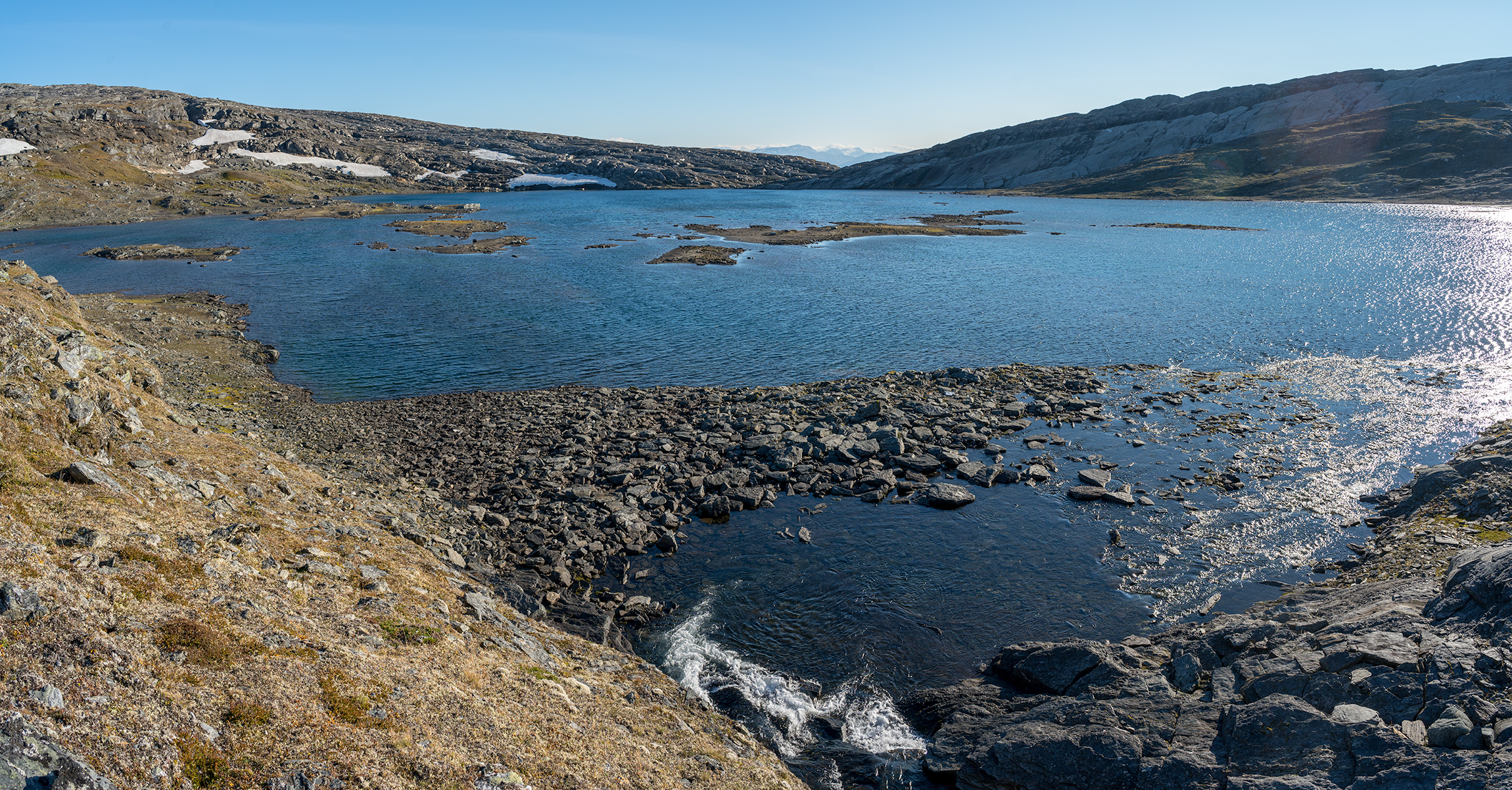
Hurrejåhkås inlopp i Sjö 952.
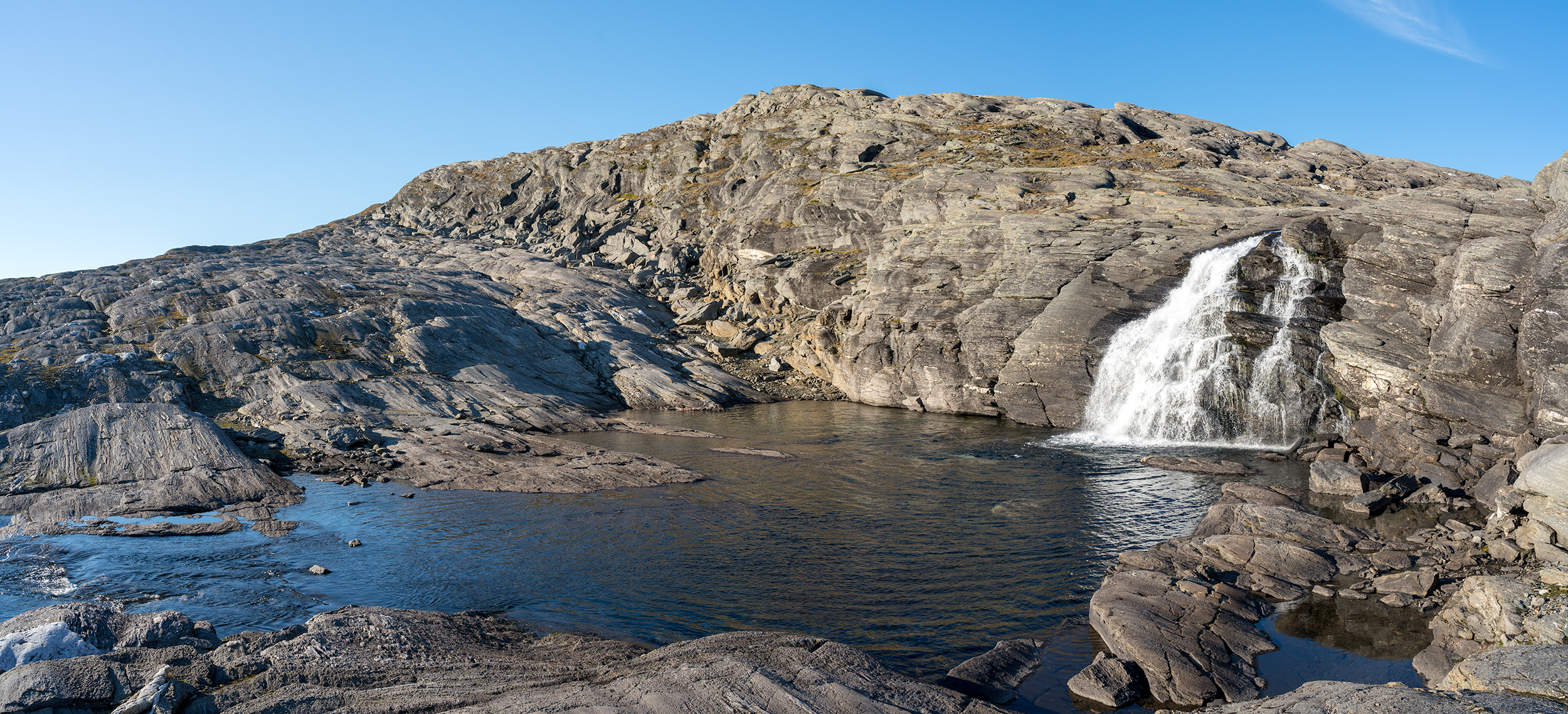
Vattenfall i Hurrejåhkå, strax nedanför utloppet från sjö 952.
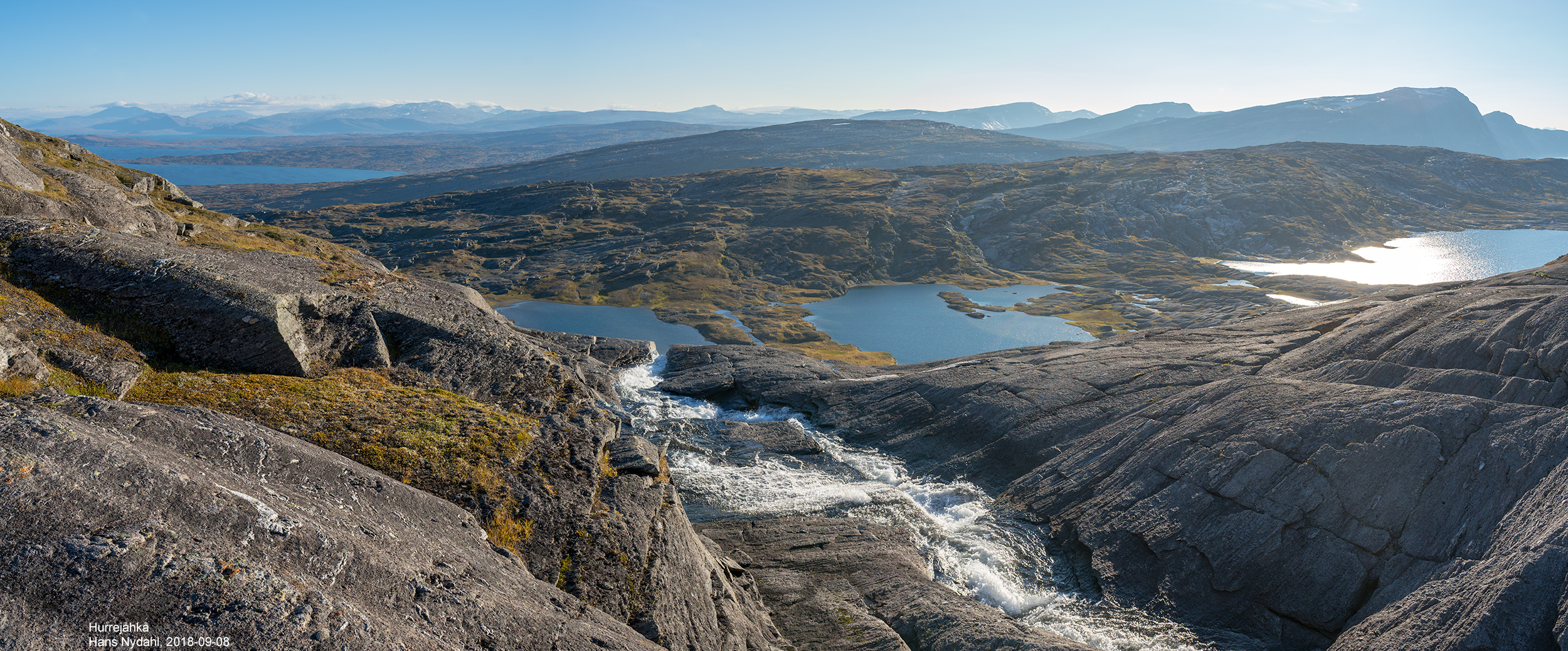
Hurrejåhkå störtar sig ut mot det övre fallet.